# Omar Alshogre
Omar Alshogre (en árabe: عمر الشغري‎, Al-Baydah, Siria, 14 de mayo de 1995) es un refugiado sirio, un orador y un activista pro derechos humanos que actualmente ocupa el cargo de director de los Asuntos de los Detenidos en la Comisión de Emergencia Siria (Syrian Emergency Task Force). Es conocido por sus esfuerzos para concienciar acerca de la violación de los derechos humanos en Siria y por su experiencia personal de tortura e inanición por parte del gobierno sirio durante sus tres años de encarcelamiento.
Alshogre, nacido en Al-Baydah en 1995, reside actualmente en Suecia. Es de las pocas personas que han sobrevivido a las prisiones sirias y que ha decidido compartir su experiencia.

## Biografía

### Arresto
El gobierno sirio arrestó a Omar Alshogre una primera vez por participar en protestas antigubernamentales cuando tenía 15 años. Las autoridades de Bashar al-Ásad le encarcelaron durante dos días, poniéndole en libertad posteriormente. El régimen le detuvo 7 veces entre 2011 y 2013.
El 16 de noviembre de 2012, mientras visitaba a sus primos, paramilitares armados entraron en su casa y arrestaron a Omar junto con sus primos, Bashir, Nour y Rashad. Los militares les enviaron a la Central de Inteligencia Militar de Tartús para investigarles. Bashir y Rashad fallecerían en prisión Alshogre pasó un total de 3 años preso.

### Encarcelamiento
Alshogre pasó un año y nueve meses en el Centro de detención 215, un Centro de Detención de Inteligencia Militar de Damasco. Junto con otros presos, sufrió torturas diarias, incluyendo descargas eléctricas, golpes con cables y barras metálicas y uñas arrancadas.
Durante su encarcelamiento en el Centro de Detención 215, la administración de dicho centro le adjudicó la tarea de sacar los cuerpos de los prisioneros fallecidos y escribir un número en sus frentes.
El 15 de marzo de 2013, el primo mayor de Alshogre, Rashad, murió tras sufrir una tortura extrema. A principios de 2014, su primo más cercano, Bashir, falleció a consecuencia de la tortura y de la tuberculosis. Alshogre cargaba con él para llevarle al cuarto de baño puesto que se había debilitado demasiado como para caminar por su propio pie.
Alshogre llevó el cuerpo de Bashir a la morgue y escribió un número en su frente.
El régimen trasladó a Alshogre a la prisión de Sednaya el 15 de agosto de 2014. Afirma que el Centro de Detención 215 era el cielo en comparación con Sednaya donde la tortura física y psicológica era mucho más intensa. Atestigua que los prisioneros eran sometidos a ejecuciones arbitrarias por faltas como hablar sin autorización. Alshogre aprendió tanto de la solidaridad como del gran conocimiento de los doctores, maestros y otros reclusos instruidos que conoció allí. Alshogre ha denominado esta experiencia como “la Universidad de los Susurros”

### Liberación
La madre de Alshogre, que había huido a Turquía, reunió la suma de 20 000 $ para pagar un soborno por su liberación. Fue puesto en libertad en junio de 2015 tras una falsa ejecución. En aquella época, pesaba solo 34 kg. como resultado de la inanición y de la tuberculosis. Viajó a Europa como refugiado buscando obtener acceso a un tratamiento médico y escapar del régimen.

### Vida en Suecia
Actualmente, es un refugiado en Suecia. Allí fue un niño de acogida junto con su hermano menor Ali Alshogre en el hogar de Eva Hamilton, antigua directora ejecutiva de la empresa de servicio de la televisión pública Sveriges Television. Contaban con 20 y 10 años respectivamente cuando se mudaron a casa de Eva Hamilton en Nacka, un barrio residencial al sur de Estocolmo.
Omar ha aprendido inglés, noruego y sueco y ha terminado la educación secundaria. Hoy en día, comparte su historia personal para concienciar acerca de los abusos cometidos por el gobierno sirio.
Junto con otras víctimas, testigos, activistas y abogados, ha contribuido en la batalla legal por la justicia ante los tribunales europeos. Ha testificado tanto ante abogados y fiscales alemanes como investigadores europeos de crímenes de guerra para reunir pruebas contra el régimen sirio. El primer caso europeo contra los crímenes sirios contra la humanidad comenzó en abril de 2020.
Ha recibido amenazas de muerte por sus debates abiertos acerca de los abusos que sufrió. En enero de 2018, uno de sus antiguos torturadores del Centro de Detención 215 le llamó por teléfono y le dijo que estaba en Estocolmo. The Nation ha declarado que Alshogre es “uno de los pocos que sobrevivió al matadero de Sednaya, y que numeró más de 8000 cadáveres. También aparece en varios medios de comunicación y puede recitar de un tirón los nombres y lugares de múltiples prisiones militares, incluyendo los de los generales de brigada encargados de cada centro de detención, así como los nombres de prisioneros fallecidos y sus pueblos de origen. Omar es un formidable y temido testigo.
En abril de 2020, el rey de Suecia concedió a Alshogre la beca Compass Rose por su compasión, su valentía y sus sólidos valores.
En junio de 2020, Alshogre se dirigió a su antiguo torturador en Siria a través de un vídeo publicado en su canal de Youtube y del cual la televisión Al Jazeera se hizo eco, en el que expresó su deseo de que se mantuviera sano, pero en el que también recordó que el coronavirus iguala la diferencia entre fuertes y débiles, carceleros y prisioneros.
En 2020, Omar comenzó sus estudios en la Universidad de Georgetown.